# Matthew Goss
Matthew Harley Goss (Launceston, 5 november 1986) is een Australisch voormalig wielrenner.

## Carrière
Goss heeft ervaring op zowel de baan als de weg. Het merendeel van zijn overwinningen heeft hij te danken aan zijn snelle sprint. Op zijn palmares staan onder meer etappezeges in de Ronde van Japan (2005), Herald Sun Tour (2008) en de Ronde van Groot-Brittannië (2007, 2008).
In 2009 reed Goss zijn eerste grote ronde, de Ronde van Italië. Hij behaalde er enkele top 10-plaatsen in massasprints en eindigde in het eindklassement als 131e. Zowel in 2010 als in 2012 won hij in de Giro een etappe: in 2010 de negende etappe en in 2012 de derde etappe.
In 2011 behaalde Goss met de klassieker Milaan-San Remo zijn grootste overwinning.
In het najaar van 2016 kondigde hij op 29-jarige leeftijd te stoppen met professioneel wielrennen.

## Belangrijkste overwinningen
2004
- Gemenebestjeugdspelen, Puntenkoers (baan)
- Gemenebestjeugdspelen, wegrit
- Wereldkampioen Ploegenachtervolging (baan), Junioren (met Simon Clarke, Michael Ford en Miles Olman)
- Wereldkampioen Ploegkoers (baan), Junioren (met Miles Olman)
- Launceston International Classic

2005
- Australisch kampioen Ploegenachtervolging (baan), Elite (met Nathan Clarke, Stephen Rossendell en Mark Jamieson)
- 1e etappe Ronde van Japan

2006
- Australisch kampioen Ploegenachtervolging (baan), Elite (met Nathan Clarke, Stephen Rossendell en Mark Jamieson)
- Wereldkampioen Ploegenachtervolging (baan), Elite (met Peter Dawson, Mark Jamieson en Stephen Wooldridge)
- GP Liberazione (U23)
- 1e etappe Giro delle Regione (U23)
- 2e + 3e etappe Ronde van Navarra
- 3e etappe Baby Giro

2007
- UCI ProTour Ploegentijdrit (met Michael Blaudzun, Bobby Julich, Marcus Ljungqvist, Luke Roberts, Nicki Sørensen, Christian Vande Velde en David Zabriskie)
- 3e etappe Ronde van Groot-Brittannië

2008
- 2e etappe Ronde van Groot-Brittannië
- Proloog + 1e etappe Herald Sun Tour

2009
- 3e + 5e etappe Ronde van Wallonië
- Parijs-Brussel

2010
- 9e etappe Ronde van Italië
- Philadelphia International Championship
- 1e etappe Ronde van Denemarken
- GP Ouest France-Plouay
- 1e etappe Ronde van Spanje (Ploegentijdrit met Mark Cavendish, Bernhard Eisel, Hayden Roulston, Kanstantsin Siwtsow, Tejay van Garderen, Martin Velits en Peter Velits)

2011
- 1e + 4e etappe Jayco Bay Cycling Classic
- Eindklassement Jayco Bay Cycling Classic
- Cancer Council Classic
- 1e etappe Tour Down Under
- 2e etappe Ronde van Oman
- 3e etappe Parijs-Nice
- Milaan-San Remo
- 8e etappe Ronde van Californië

2012
- 1e etappe Tirreno-Adriatico (ploegentijdrit)
- 3e etappe Ronde van Italië

2013
- 2e etappe Tirreno-Adriatico
- 4e etappe Ronde van Frankrijk (ploegentijdrit)

2014
- 1e etappe Bay Cycling Classic

## Resultaten in voornaamste wedstrijden
| Jaar | Ronde van Italië | Ronde van Frankrijk | Ronde van Spanje |
| ---- | ---------------- | ------------------- | ---------------- |
| 2007 |                  |                     |                  |
| 2008 |                  |                     |                  |
| 2009 | 131e             |                     |                  |
| 2010 | opgave (1)       |                     | 138e             |
| 2011 |                  | 141e                | opgave           |
| 2012 | opgave (1)       | 120e                |                  |
| 2013 | opgave           | 152e                |                  |
| 2014 |                  |                     |                  |
| 2015 |                  |                     |                  |

| Jaar | Milaan-San Remo | Gent-Wevelgem | Ronde van Vlaanderen | Parijs-Roubaix | Amstel Gold Race | Bretagne Classic | Parijs-Brussel | Kuurne-Brussel-Kuurne |  | WK op de weg |  | Wereldranglijsten |
| ---- | --------------- | ------------- | -------------------- | -------------- | ---------------- | ---------------- | -------------- | --------------------- |  | ------------ |  | ----------------- |
| 2007 |                 |               |                      |                |                  |                  |                |                       |  |              |  | 105e (UPT)        |
| 2008 |                 |               |                      |                |                  |                  |                | ↑                     |  | opgave       |  |                   |
| 2009 |                 | ↑             | 67e                  | 32e            |                  |                  | Goud           |                       |  |              |  | 78e (UWK)         |
| 2010 | opgave          | 16e           | 91e                  | buit.tijd      |                  | ↑                |                |                       |  | opgave       |  | 46e (UWK)         |
| 2011 | ↑               | opgave        | opgave               | opgave         |                  |                  |                |                       |  | ↑            |  | 18e (UWT)         |
| 2012 | 15e             | 12e           | opgave               |                |                  | 4e               |                |                       |  |              |  | 44e (UWT)         |
| 2013 | opgave          | opgave        | opgave               |                |                  |                  |                |                       |  |              |  |                   |
| 2014 |                 | opgave        |                      |                |                  |                  |                |                       |  |              |  |                   |
| 2015 | 79e             |               | opgave               | opgave         | opgave           |                  |                |                       |  |              |  |                   |

## Olympische Spelen
- Wegrit mannen 2012: 85e

## Ploegen
- 2006- SouthAustralia.com-AIS
- 2007- Team CSC
- 2008- Team CSC
- 2009- Team CSC Saxo Bank
- 2010- Team HTC-Columbia
- 2011- Team HTC-High Road
- 2012- Orica-GreenEdge
- 2013- Orica-GreenEdge
- 2014- Orica-GreenEdge
- 2015- MTN-Qhubeka
- 2016- ONE Pro Cycling